# Balša I
Balša I (Servisch: Балша, Albanees: Balsha I) (†1362) was een edelman die in het midden van de 14e eeuw een zelfstandige heerschappij stichtte over de župa Zeta. Aldus is hij de stichter van de Balsha-dynastie.
Balša diende in het leger van tsaar Stefan Dušan als officier. Hij maakte gebruik van de chaos na de dood van Stefan Dušan, om grote delen van Zeta alsook de belangrijke stad Skadar onder zijn heerschappij te brengen, en zo een quasi onafhankelijk vorstendom te stichten, hoewel hij officieel de suprematie van tsaar Uroš V erkende.
Balša I had drie zonen, Stracimir, Đurađ und Balša, alsook een dochter, Voislava, die die met de vorst Karl Thopia getrouwd was.